# Михей (Алексєєв)
Єпи́скоп Михе́й (світське ім'я Миха́йло Фе́дорович Алексє́єв (рос. Михаил Фёдорович Алексеев); 23 січня 1851, Санкт-Петербург — 16 лютого 1931, Козельськ) — єпископ Російської православної церкви, єпископ Козельський, вікарій Калузької єпархії.

## Біографія

### Освіта, служба у Військово-морському відомстві
Народився 23 січня 1851 року в Санкт-Петербурзі в родині дворянина, який згодом став статським радником у канцелярії Державного контролю. У десять років втратив матір.
У 1869 році закінчив Санкт-Петербурзький Морський кадетський корпус на Васильєвському острові та служив у Військово-морському відомстві. З першого року служби на флоті познайомився з Іоанном Кронштадтським, якого тоді знали лише в самому Кронштадті. Згодом він згадував: «Щодня відвідуючи його богослужіння в Андріївському соборі, я мав можливість дуже часто причащатися Святих Таїн — принаймні раз на тиждень, а то й частіше. Тоді о. Іоанн ще служив Божественну Літургію один, без колег, і я прислуговував йому в вівтарі, замінюючи вівтарних прислужників, які часто засмучували батюшку своєю грубістю».
Здійснив три навколосвітні подорожі. Дослужився до звання капітана I рангу. Був нагороджений орденами святого Станіслава III ступеня і святої Анни III ступеня.

### Духовне служіння
5 березня 1890 року, після смерті дружини, він виходить у відставку. 30 березня того ж року з благословення отця Іоанна Кронштадтського вступає послушником до Оптиної пустині під духовне керівництво старця Амвросія.
Пробув в Оптиній пустині пів року, отримав від старця Амвросія несподіваний послух — відвезти Імператору Олександру III листа і дарунок. Государ прийняв послушника і подякував за подарунок. Через два дні був день Ангела отця Іоанна, і до Кронштадта також везли подарунок з Оптиної.
Після смерті преподобного Амвросія Оптинського, за благословенням Іоанна Кронштадтського, Михайло залишив Оптину пустинь, щоб обрати шлях ученого чернецтва.
У 1892 році вступив вільним слухачем до Московської духовної академії.
10 жовтня 1892 року в Покровській академічній церкві ректор архімандрит Антоній (Храповицький) постриг його в чернецтво з іменем Михей на честь преподобного Михея Радонезького.
17 жовтня того ж року єпископ Тихон (Ніконоров) рукоположив його в ієродиякона.
16 травня 1893 року єпископом Тихоном (Ніконоровим) був рукоположений в ієромонаха.
У 1896 році удостоєний ступеня кандидата богослов'я та призначений наглядачем Жировицького духовного училища. Училище розміщувалося в славетному Жировицькому монастирі, і ієромонаха Михея «благословили бути наставником усього монастирського братства, а понад те — духовним керівником багатьох мирян різного стану».
4 грудня 1896 року переведений на посаду синодального ризничого.
20 травня 1897 року зведений у сан ігумена.
У грудні 1897 року призначений настоятелем Волоколамського Йосифового монастиря, у зв'язку з чим 30 січня 1898 року єпископом Нестором (Метанієвим) був возведений у сан архімандрита.
У 1900 році був направлений супроводжувати санітарний загін на госпітальному судні «Цариця», яке перевозило поранених російських воїнів, постраждалих під час боксерського повстання в Китаї, з Дагу до Владивостока. Повернувся до Москви влітку 1901 року.

#### Єпископ Сарапульський, вікарій Вятської єпархії
З 2 червня 1901 року — настоятель Херсонеського Свято-Володимирського монастиря.

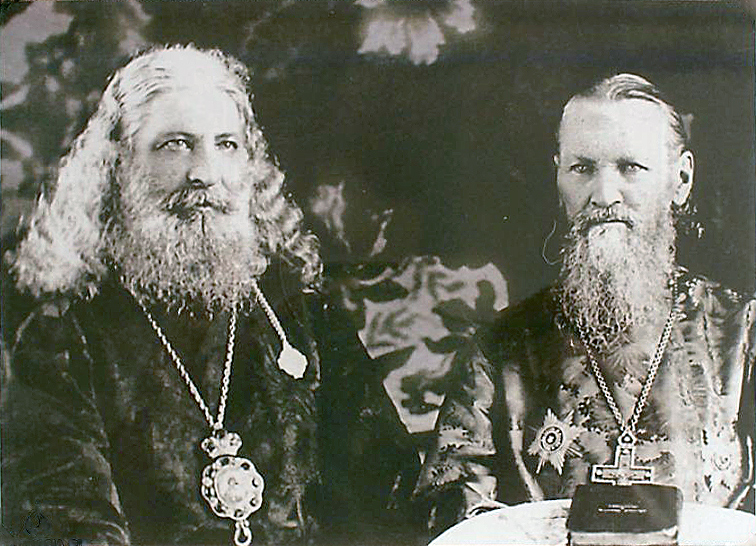
Єпископ Михей (Алексєєв) і протоієрей Іоанн Кронштадтський

19 травня 1902 року в Олександро-Невському кафедральному соборі у В'ятці був хіротонісаний у єпископа Сарапульського, другого вікарія В'ятської єпархії. Хіротонія відбулася у В'ятському Олександро-Невському соборі. Чин хіротонії звершили: єпископ В'ятський Никон (Софійський), єпископ Вологодський Алексій (Соболєв), єпископ Пермський Іоанн (Алексєєв), єпископ Глазовський Варсонофій (Курганов), єпископ Балахнінський Нестор (Фомін).
Оселився в Іоанно-Предтеченському монастирі (Старцево-Гірському). Займався місіонерською діяльністю та опікою над безпритульними й бездомними дітьми.

#### Єпископ Володимир-Волинський, вікарій Волинської єпархії
З 25 серпня 1906 року — єпископ Володимир-Волинський, вікарій Волинської єпархії.
Ставши помічником архієпископа Антонія (Храповицького), з радістю віддався просвітництву малоосвічених російських селян, прагнучи протистояти католицькій пропаганді.

#### Єпископ Архангельський і Холмогорський
З 31 жовтня 1908 року — єпископ Архангельський і Холмогорський.
Прибувши до Архангельська, сказав духовенству, яке його зустрічало:
«…понад усе ціную щирість і чесність та не терплю брехні й обману. Двері мого дому завжди відкриті для всіх, хто має потребу щиро й чесно поговорити зі мною про справу… Я люблю, щоб богослужіння було неспішне, виразне, щире: щоб ішло від душі, від серця».
І справді, в Архангельську владика невтомно служив і проповідував, за що здобув велику повагу своєї пастви. З його переведенням на нове місце збулося передбачення св. Іоанна Кронштадтського: «Будеш на моїй батьківщині архієреєм».
Коли ж за два місяці після того Іоанн Кронштадтський відійшов до Господа, єпископ Михей поспішив до Санкт-Петербурга, щоб зустріти тіло спочилого на Балтійському вокзалі та взяти участь у його похованні в Іоанівському монастирі на Карповці.
Єпископ Михей очолював багато благодійних і просвітницьких установ єпархії. Владика щедро допомагав бідним семінаристам, псаломщикам, ученицям єпархіального училища.

#### Єпископ Уфімський і Мензелинський

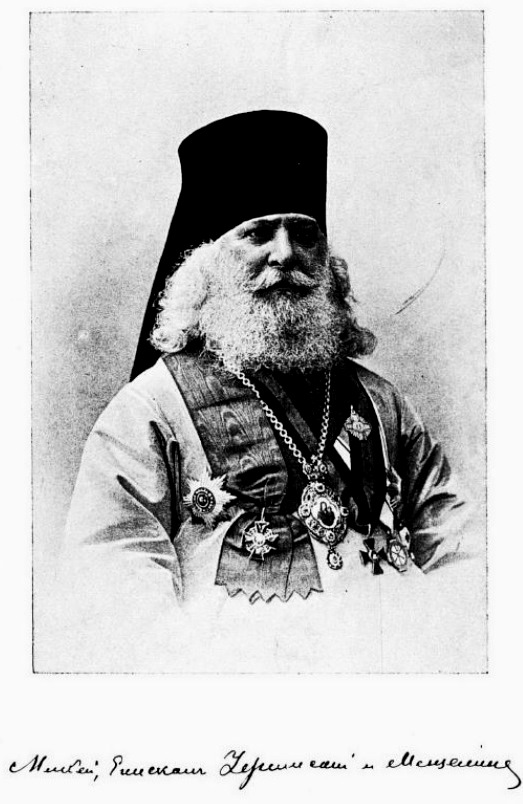
Єпископ Уфімський і Мензелинський Михей (1912 рік)

З 17 квітня 1912 року — єпископ Уфімський і Мензелинський.
Попри слабке здоров'я, владика об'їжджав єпархію, заглиблювався у потреби духовенства, пастви й парафій. Відкрив у єпархії місіонерські курси для навернення інородців. Заснував перекладацьку підкомісію «для перекладів і оригінальних творів мовами інородців, що населяють єпархію».
20 липня 1912 року відкрив на Камі Березово-Богородицький місіонерський жіночий монастир.
Організовував товариства тверезості й особливу увагу приділяв дітям — запрошував їх до себе, влаштовував різдвяні ялинки, надсилав хворих на лікування до Євпаторії, «багатьом давав гроші на одяг, бо більшість з них — у страшній бідності».

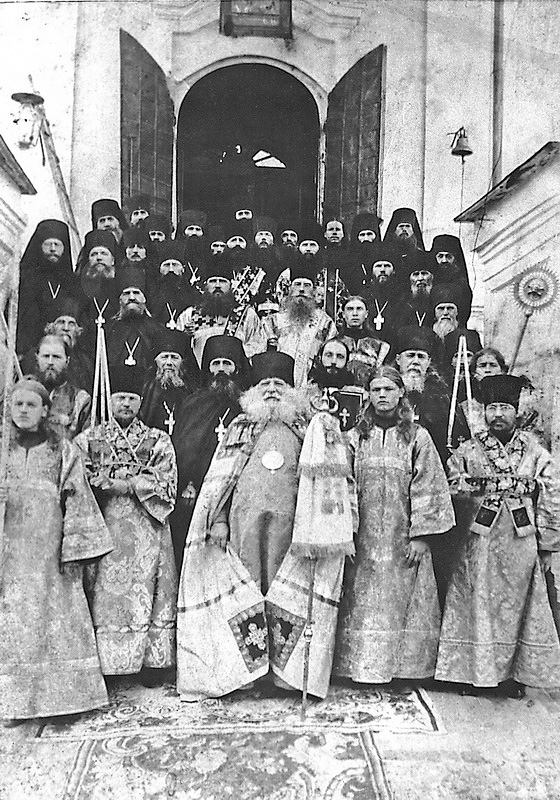
Оптина пустинь. Єпископ Михей (Алексєєв) з гостями та братія монастиря на сходах Введенського собору

Постійно наставляв свою паству зберігати вірність Православній Церкві.
22 грудня 1913 року звільнений на спочинок «через слабкість здоров'я». Місцем перебування на спочинку було спершу призначено Почаївську лавру, а згодом — Оптину пустинь.
Жив в Оптиній пустині разом з останніми оптинськими старцями й був одним із духовних наставників.
У Вербну неділю 1923 року був заарештований разом з архімандритом Ісаакієм (Бобриковим) та іншими насельниками пустині. Провів у в'язниці кілька тижнів.
Після звільнення переїхав до Козельська. Служив в Успенському соборі, згодом — в одній із парафіяльних церков.

#### Єпископ Козельський, вікарій Калузької єпархії
З 1924 року — єпископ Козельський, вікарій Калузької єпархії. Був шанований народом за праведне життя.
Те, що в Козельську не з'явилися обновленці, було великою заслугою єпископа Михея, який приймав їх до спілкування лише через щире покаяння.
Живучи в Козельську, владика Михей не втрачав зв’язку з іншими оптинськими подвижниками, розсіяними по різних місцях.

Могила єпископа Михея в Оптиній пустелі

Помер 3 лютого 1931 року в Козельську. Похований на П'ятницькому цвинтарі міста.
23 червня 2005 року з благословення Святішого Патріарха Московського і всієї Русі Алексія чесні останки єпископа Михея були перенесені на братський некрополь Оптиної пустині.